# Valli Zignago - Perera - Franchetti - Nova
Valli Zignago - Perera - Franchetti - Nova este o arie protejată (arie de protecție specială avifaunistică — SPA) din Italia întinsă pe o suprafață de 2.507 ha, integral pe uscat.

## Localizare
Centrul sitului Valli Zignago - Perera - Franchetti - Nova este situat la coordonatele 45°39′13″N 12°54′24″E / 45.653582°N 12.906637°E.

## Înființare
Situl Valli Zignago - Perera - Franchetti - Nova a fost declarat arie de protecție specială avifaunistică în august 2003 pentru a proteja 1 specie de plante și 52 de specii de animale.

## Biodiversitate
Situată în ecoregiunea continentală, aria protejată conține 3 habitate naturale: Lagune de coastă, Salicornia și alte specii anuale care populează regiunile mlăștinoase și nisipoase, Tufărișuri halofile mediteraneene și termo-atlantice (Sarcocornetea fruticosi).
La baza desemnării sitului se află mai multe specii protejate:
- plante (1): Salicornia veneta
- păsări (49): pescăruș albastru (Alcedo atthis), egretă mare (Ardea alba), stârc cenușiu (Ardea cinerea), stârc roșu (Ardea purpurea), stârc galben (Ardeola ralloides), ciuf de câmp (Asio flammeus), Aythya marila, rață roșie (Aythya nyroca), buhai de baltă (Botaurus stellaris), bătăuș (Calidris pugnax), caprimulg (Caprimulgus europaeus), prundăraș de sărătură (Charadrius alexandrinus), chirighiță neagră (Chlidonias niger), barză albă (Ciconia ciconia), barză neagră (Ciconia nigra), erete de stuf (Circus aeruginosus), erete vânăt (Circus cyaneus), erete cenușiu (Circus pygargus), acvilă țipătoare (Clanga clanga), lebădă de iarnă (Cygnus cygnus), egretă mică (Egretta garzetta), șoim de iarnă (Falco columbarius), șoim călător (Falco peregrinus), cufundar polar (Gavia arctica), cufundar mic (Gavia stellata), ciovlica roșcată (Glareola pratincola), cocor (Grus grus), scoicar (Haematopus ostralegus), codalb (Haliaeetus albicilla), piciorong (Himantopus himantopus), pescăriță mare (Hydroprogne caspia), stârc pitic (Ixobrychus minutus), sfrâncioc roșiatic (Lanius collurio), sitar de mal nordic (Limosa lapponica), sitar de mâl (Limosa limosa), cormoran mic (Microcarbo pygmaeus), Numenius arquata arquata, stârc de noapte (Nycticorax nycticorax), vultur pescar (Pandion haliaetus), Phalacrocorax carbo sinensis, țigănuș (Plegadis falcinellus), ploier auriu (Pluvialis apricaria), ploier argintiu (Pluvialis squatarola), cresteț pestriț (Porzana porzana), ciocântors (Recurvirostra avosetta), chiră de baltă (Sterna hirundo), chiră mică (Sternula albifrons), călifar alb (Tadorna tadorna), Zapornia parva
- pești (2): Knipowitschia panizzae, Pomatoschistus canestrinii
- reptile (1): țestoasa de baltă (Emys orbicularis)

Pe lângă speciile protejate, pe teritoriul sitului au mai fost identificate 1 specie de mamifere.